# Mount Wegener
Mount Wegener är ett berg i Antarktis. Det ligger i Östantarktis. Storbritannien gör anspråk på området. Toppen på Mount Wegener är 1 385 meter över havet.
Terrängen runt Mount Wegener är kuperad åt nordväst, men åt sydost är den platt. Trakten är obefolkad. Det finns inga samhällen i närheten. 